# Heróis da Bíblia
Heróis da Bíblia (The beginner's bible) é uma minissérie de desenhos animados produzida em 1996 pela Time Life Kids e pela Sony Wonder de 13 episódios que alguns já estão editados em Portugal pela Prisvideo. Fala dos seguintes temas:
- A história de Adão e Eva
- A história da Arca de Noé
- A história de Moisés
- A história de Josué e a batalha de Jericó
- A história de David e Golias
- A história do Natal
- A história de Jesus e dos seus milagres
- A história do bom samaritano
- A história da Páscoa
- A história de José e dos seus irmãos

Entre outros

## Vozes
A dobragem portuguesa contou com a participação de Carlos Macedo, Carla de Sá, Filipe Duarte, Helena Montez e Peter Michael, precisamente a mesma equipa que dobrou a série de anime Samurai X (Rurouni Kenshin). A direcção de dobragem ficou ao encargo de Rui de Sá.
- Carlos Macedo (Narração)
- Carla de Sá (Genérico e restantes canções)
- Filipe Duarte (Personagens)
- Helena Montez (Canções)
- Peter Michael[1] (Canções, personagens)
- Rui de Sá (Direcção de dobragem, canções, personagens)